# Прата-Кампортаччо
Пра́та-Кампорта́ччо (итал. Prata Camportaccio) — коммуна в Италии, в провинции Сондрио области Ломбардия.
Население составляет 2 727 человек, плотность населения составляет 101 чел./км². Занимает площадь 27 км². Почтовый индекс — 23020. Телефонный код — 0343.
Покровителем коммуны почитается святой Евсевий из Верчелли, празднование 2 августа.